# 허바륨

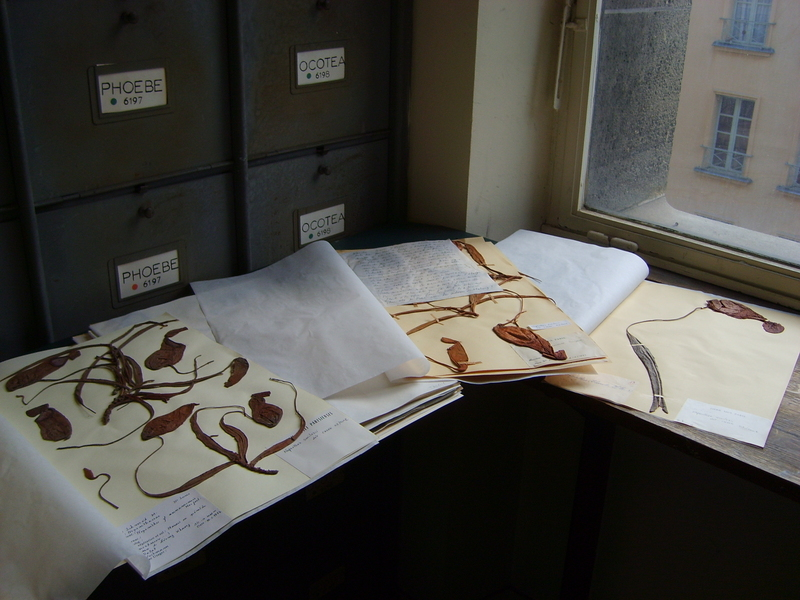
다양한 벌레잡이풀속의 허바륨 표본. - 프랑스 파리 국립 자연사 박물관.

허바륨(영어: herbarium)은 보존된 식물 표본의 모임이다. 그러므로 식물표본집(植物標本集)으로도 부른다. 이 표본들은 식물 전체일 수도, 식물의 일부일 수도 있다. 대개 말린 형태나 시트에 붙박아 놓은 형태이지만 물질에 따라 알콜이나 기타 방부제에 보관하기도 한다. 이 용어는 보존된 균의 모임을 가리키는 뜻으로 균학에서 사용되기도 한다.
또, 허바륨은 식물표본관(植物標本館), 식물표본실(植物標本室)로도 부르는데, 허바륨은 표본들을 저장해놓은 건물, 곧 이러한 표본들을 저장하고 연구하는 과학 시설을 가리키는 용어로도 쓸 수 있기 때문이다. 허바륨의 표본들은 식물 분류군을 기술하기 위해 참조 물질로 자주 사용되며, 일부 표본들은 견본(type)일 수도 있다.
자일라륨(xylarium←xylon은 나무라는 뜻)은 목재 표본을 전문으로 하는 허바륨이다. 호르토륨(hortorium)은 경작된 식물의 보존 표본을 전문으로 하는 허바륨이다.